# Fi Orionis
Fi Orionis är en Bayer-beteckning som delas av två stjärnor i stjärnbilden Orion. Stjärnorna är åtskilda ungefär 0.71° på stjärnhimlen:
- Fi1 Orionis, eller 37 Orionis är en dubbelstjärna ungefär 1000 ljusår från Jorden. Den är en blåvit stjärna i huvudserien av spektraltyp B0 med magnitud +4,41.[1]
- Fi2 Orionis, eller 40 Orionis är en stjärna 115 ljusår bort. Den är en röd jättestjärna med magnitud +4,09.[2]